# Linia Curzona

Linia Curzona, 1945

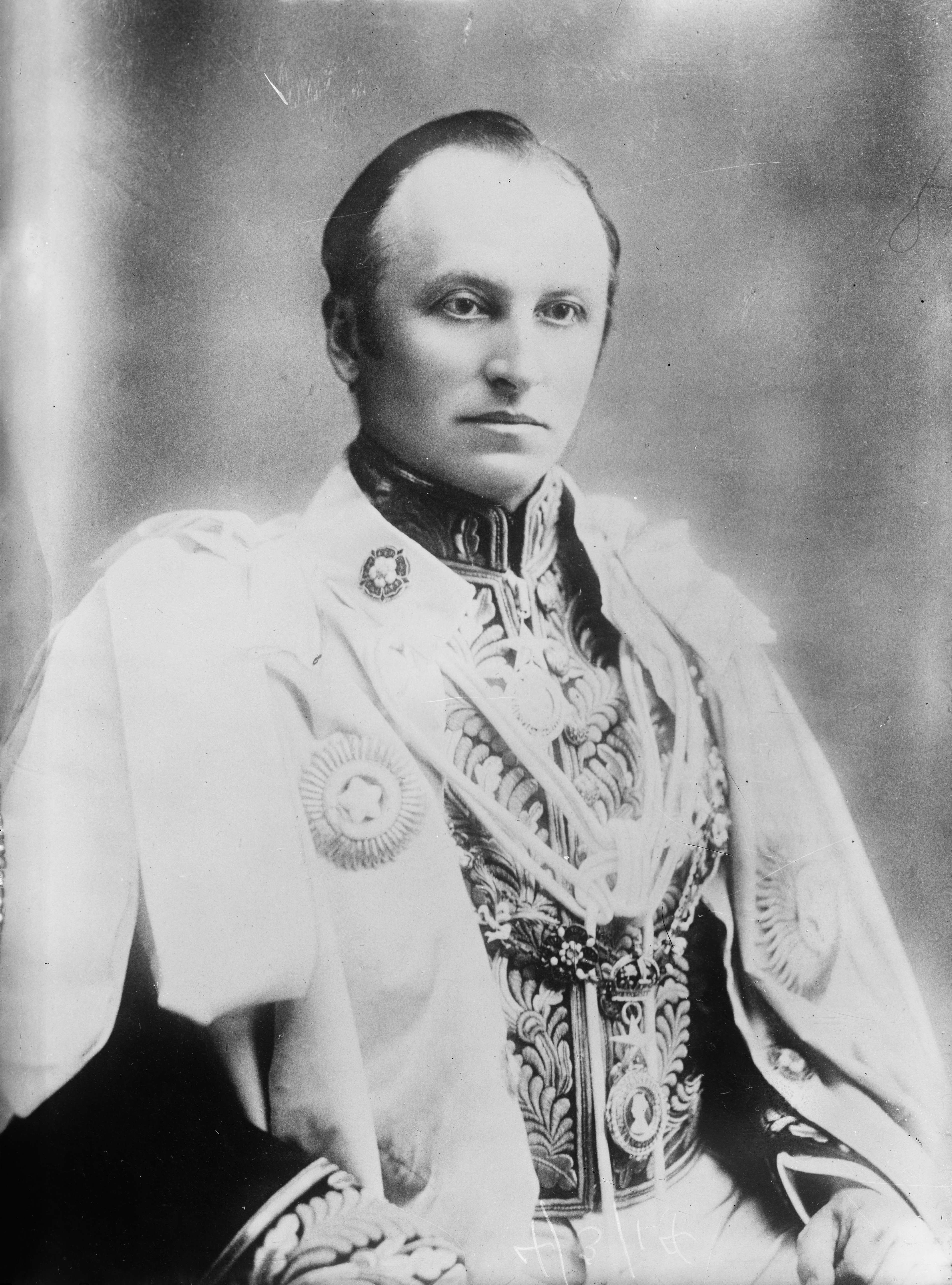
George Curzon

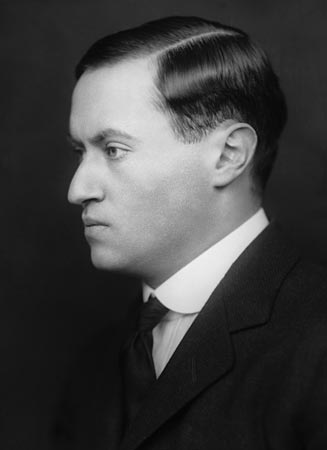
Lewis Bernstein Namier

Linia Curzona – proponowana linia demarkacyjna wojsk polskich i bolszewickich, opisana w nocie z dnia 11 lipca 1920 roku, wystosowanej przez brytyjskiego ministra spraw zagranicznych George’a Curzona do ludowego komisarza spraw zagranicznych RFSRR Gieorgija Cziczerina. Przebieg linii oparty został na „Deklaracji Rady Najwyższej Głównych Mocarstw Sprzymierzonych i Stowarzyszonych w sprawie tymczasowej granicy wschodniej Polski” z 8 grudnia 1919 roku. W rzeczywistości lord Curzon nie był ani autorem tej koncepcji, ani jej zwolennikiem. Za faktycznego twórcę linii Curzona uważa się eksperta ds. Europy Środkowo-Wschodniej w brytyjskim ministerstwie spraw zagranicznych (Foreign Office) pochodzenia polsko-żydowskiego – Lewisa Bernsteina Namiera (właściwie Ludwik Niemirowski). Stąd niekiedy bywa ona określana jako linia Curzona-Namiera lub linia Namiera.
Linia przebiegała od Grodna przez Jałówkę, Niemirów, Brześć, Dorohusk, na wschód od Hrubieszowa, dalej do Kryłowa, skąd na zachód od Rawy Ruskiej i na wschód od Przemyśla, aż do Karpat.
Linia Curzona była w 1945 podstawą wytyczenia współczesnej wschodniej granicy Polski.

## Geneza pojęcia

Mapa rozsiedlenia ludności polskiej z uwzględnieniem spisów z 1916 roku (zaznaczony odsetek ludności polskiej w powiatach)

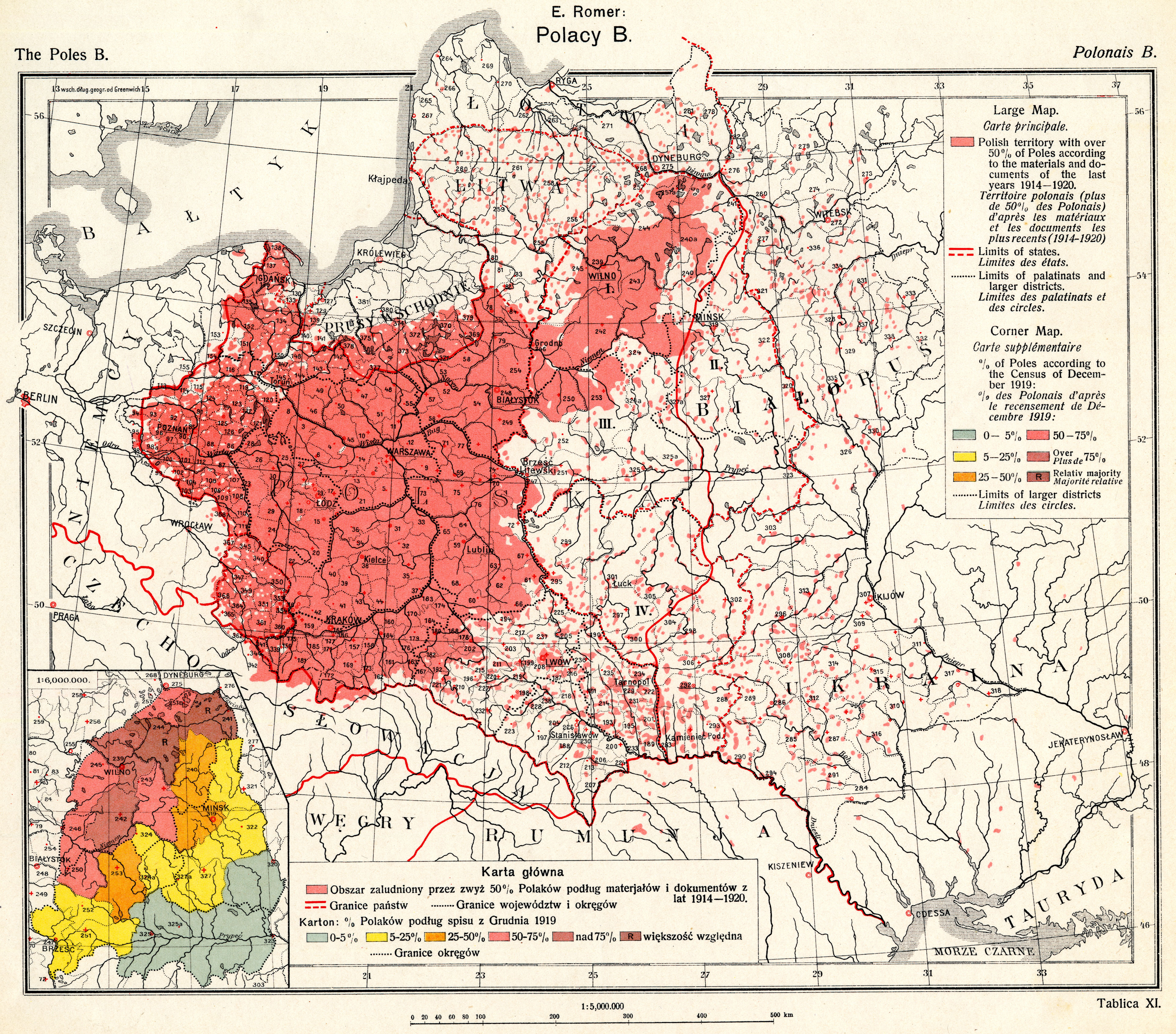
Mapa rozmieszczenia ludności polskiej Eugeniusza Romera 1921, wykorzystana przez delegację Polski na konferencji paryskiej

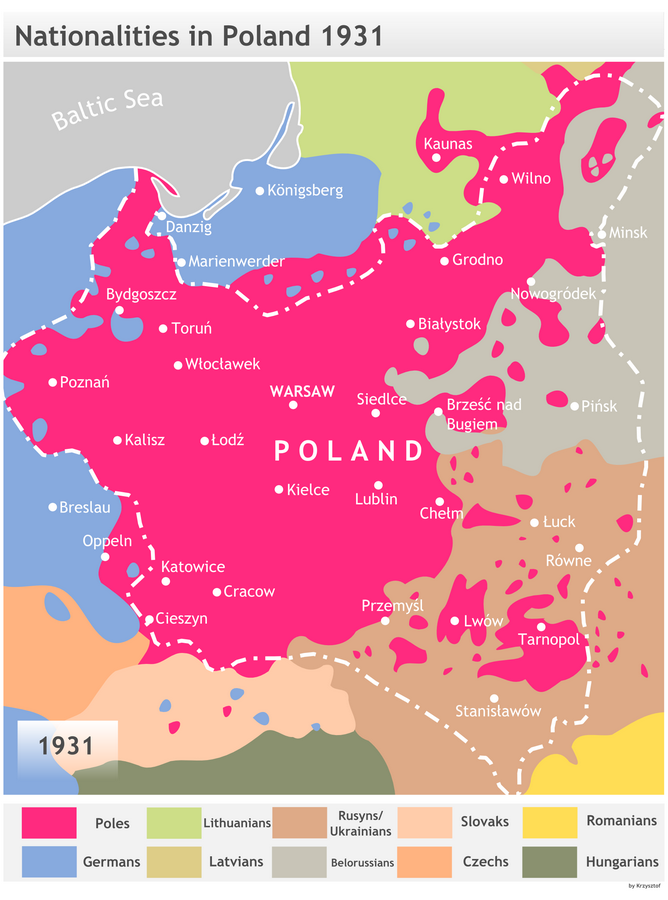
Narodowości w międzywojennej Polsce i krajach sąsiednich

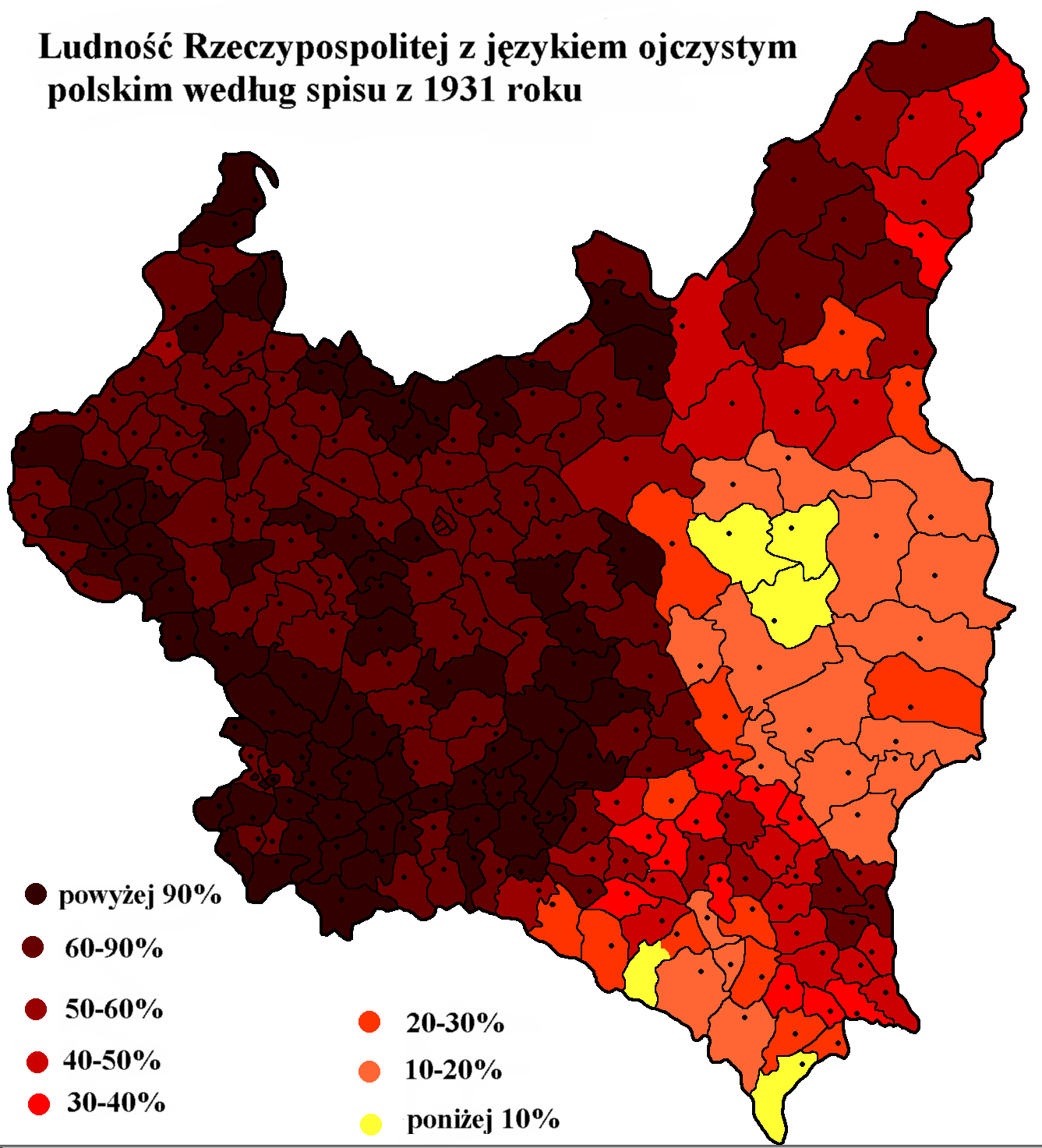
Ludność Rzeczypospolitej z językiem ojczystym polskim według spisu statystycznego z 1931

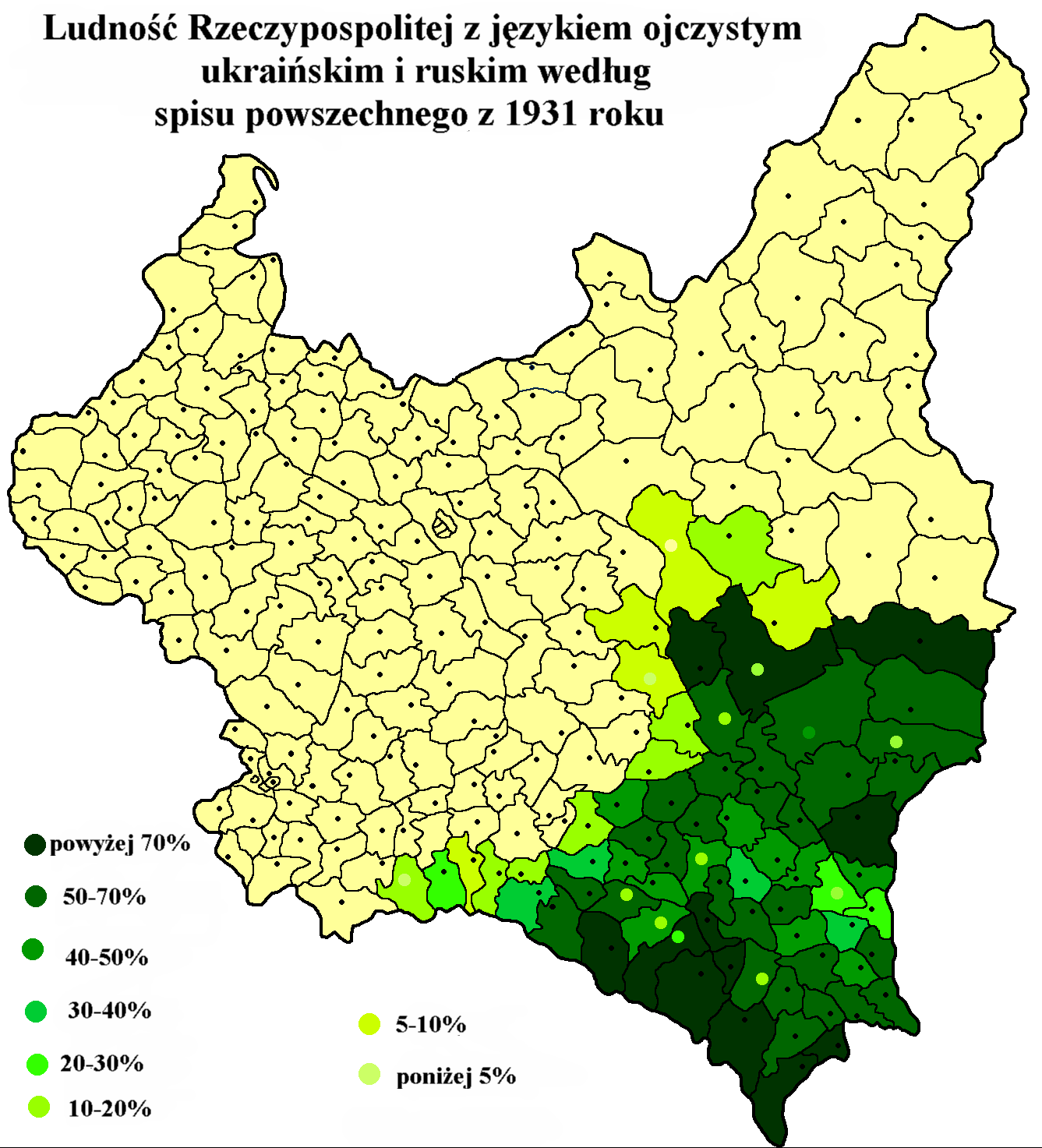
Ludność Rzeczypospolitej z językiem ojczystym ukraińskim i ruskim, według spisu powszechnego z 1931 roku

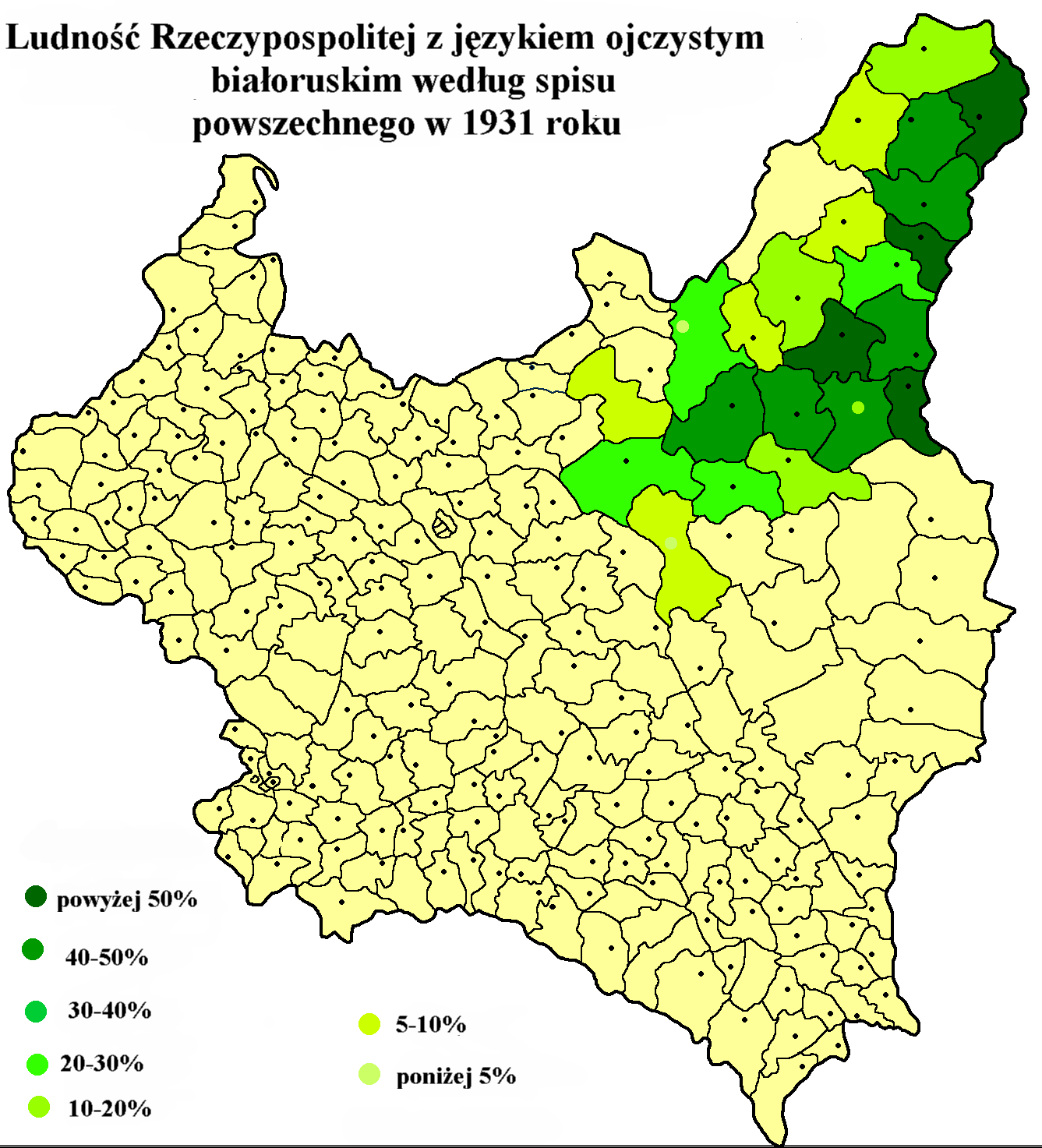
Ludność Rzeczypospolitej z językiem ojczystym białoruskim, według spisu powszechnego z 1931 roku

Dyplomacja brytyjska w nocie z 11 lipca 1920 roku, w trakcie konferencji w Spa, zaproponowała linię demarkacyjną wojsk polskich i bolszewickich w toczącej się wówczas wojnie polsko-bolszewickiej. Linia wzięła swoją nazwę od nazwiska George’a Curzona – szefa brytyjskiego ministerstwa spraw zagranicznych (ang. Foreign Office). W rzeczywistości lord G. Curzon nie był ani autorem tej koncepcji, ani jej zwolennikiem. Koncepcję linii podchwycił bowiem i zarekomendował Philip Kerr, osobisty sekretarz Davida Lloyda George’a, ówczesnego premiera Wielkiej Brytanii. Kerr korzystał z rad innego wysokiego rangą urzędnika Foreign Office – Lewisa Namiera (Ludwika Niemirowskiego). Namier od marca 1918 do 30 kwietnia 1920 roku pełnił rolę eksperta do spraw Polski i Europy Środkowo-Wschodniej. Sam urodził się w polskiej rodzinie o korzeniach żydowskich, studiował we Lwowie, a następnie na Oksfordzie i bardzo dobrze znał realia Europy Środkowo-Wschodniej. To właśnie Lewis Namier był faktycznym autorem projektu linii znanej jako linia Curzona.
Inaczej wspomina dyskusję nad granicą II RP przytaczając relację naocznego świadka Mieczysław Jałowiecki:

 
[…] Spytałem ją, skąd powstała koncepcja wschodniej granicy Polski znanej jako linia Curzona.
– Ach, „Curzon line” – rzekła, śmiejąc się. – My ją nazywamy „luncheon line”. Byłam wtedy z Carrem, gdy zebrała się rada, aby wykreślić Polsce wschodnią granicę. Nikt nie wiedział, co to jest ta polska wschodnia granica, gdzie zaczyna się Rosja, gdzie kończy się Polska. Debaty przeciągały się bez końca, nadchodziła pora lunchu, wszyscy byli głodni i, jak to mówią, „annoyed”. Ty wiesz, co oznacza dla Anglika lunch. Tymczasem sprawa nie posuwała się ani na cal. Wreszcie lord Curzon przypomniał sobie, że ma jakieś stare mapy dotyczące „the second partition of Poland”. Zniknął na chwilę w swoim gabinecie, po czym wrócił tryumfująco z mapą w ręku, gdzie czerwoną linią była oznaczona granica. Wszyscy odetchnęli z ulgą, bez zastanowienia przyjęto ją jako wschodnią granicę Polski i całe towarzystwo, gratulując Curzonowi, pośpieszyło na spóźniony obiad. Jeden z dygnitarzy, winszując Curzonowi rozcięcia tego węzła gordyjskiego, powiedział: „Polacy to troublemakers, nawet nie dadzą spokojnie zjeść lunchu”. Stąd przezwaliśmy tę linię „luncheon line”. Widzisz, Mac, tak się u nas załatwia
sprawy międzynarodowe”.

Namier od samego początku był zaciekłym wrogiem polskich aspiracji terytorialnych na Wschodzie, a zwłaszcza koncepcji inkorporacyjnej proponowanej przez Komitet Narodowy Polski, kierowany przez Romana Dmowskiego. Jak pisze historyk Bartłomiej Rusin z Uniwersytetu Jagiellońskiego, już na przełomie 1918 i 1919 roku zaczął propagować wschodnią granicę Polski na Bugu i Sanie.

(…) w swoich memoriałach z 9 grudnia 1918 r. i 7 stycznia 1919 r. wyłożył także swoje poglądy na temat granicy wschodniej odrodzonej Rzeczypospolitej. Według jego koncepcji miała ona opierać się na dwóch rzekach – Bugu i Sanie. (…) opowiadał się za budową Polski „zwartej i silnej” – pod tym określeniem rozumiał Polskę „etnograficzną”, w kształcie zbliżonym do dawnego Królestwa Kongresowego.
Proponowana linia graniczna miała przebiegać od dawnego punktu granicznego między Królestwem a Prusami Wschodnimi, dalej na północny wschód od Suwałk do Grodna, na południe wzdłuż Bugu, aż do styku dawnej granicy austro-węgiersko-rosyjskiej i stąd wzdłuż Sanu „do starej granicy galicyjsko-węgierskiej.”

Linia Curzona przebiegała od Grodna przez Jałówkę, Niemirów, Brześć, Dorohusk, na wschód od Hrubieszowa, dalej do Kryłowa, skąd na zachód od Rawy Ruskiej i na wschód od Przemyśla aż do Karpat. W ogólnych zarysach oparta została na linii opisanej w „Deklaracji Głównych Mocarstw Sprzymierzonych i Stowarzyszonych w sprawie tymczasowej granicy wschodniej Polski”, podpisanej przez Georges’a Clemenceau – Przewodniczącego Rady Najwyższej Mocarstw dnia 8 grudnia 1919 roku i uważanej za wschodnią granicę obszaru, na którym rząd polski ma prawo do urządzenia własnej administracji, w terminie przewidzianym przez Traktat pokojowy z 28 czerwca 1919 roku. „Deklaracja” ta jednocześnie jednak nie przesądzała dalszych stypulacji – „Prawa, z jakimi Polska mogłaby wystąpić do terytoriów położonych na wschód od wymienionej linii, są wyraźnie zastrzeżone (Les droits que la Pologne pourrait avoir a faire valoir sur les territoires situés a l’Est de ladite ligne sont expressément réservés)”.
Na paryskiej konferencji pokojowej kończącej I wojnę światową ustalono polską granicę zachodnią (z Niemcami), natomiast nie ustalono wschodniej, ponieważ Wielka Brytania i Francja liczyły na restytucję przedbolszewickiej Rosji, co stawiało zagadnienie wschodnich granic polskich na porządku dziennym i skłoniło Ententę do wysunięcia projektu tymczasowego i prowizorycznego rozgraniczenia Polski i Rosji. W swoim projekcie tymczasowej granicy oparli się oni głównie na granicach III rozbioru Polski, czyli na przebiegu zachodniej granicy Rosji z 1795 roku. Przedstawiona w „Deklaracji” z dnia 8 grudnia 1919 roku pokrywała się z linią Focha, oddzielającą polską część Suwalszczyzny od Litwy, biegła dalej do Niemna i stąd według sztucznej wschodniej granicy d. obwodu białostockiego guberni grodzieńskiej, skąd Bugiem do dawnej granicy austriackiej, tzn. do Kryłowa. Nie obejmowała Galicji, ponieważ chodziło o granicę polsko-rosyjską, a Galicja do Rosji nigdy nie należała, więc potraktowano ją odrębnie.

## Kwestia Galicji Wschodniej a linia Curzona
Austria, podpisując traktat pokoju 10 września 1919 roku, zrzekła się w artykule 91 suwerenności m.in. nad Galicją na rzecz Mocarstw Sprzymierzonych i Stowarzyszonych. Natomiast wobec trwających już, przed podpisaniem przez Austrię pokoju, walk na tle etnicznym, mocarstwa te miały w stosunku do niej odmienne plany. 22 lutego 1919 r. została przedstawiona we Lwowie przedstawicielom rządów Polski i ZURL linia demarkacyjna zawieszenia broni w Galicji, pozostawiająca Lwów i Borysławsko-Drohobyckie Zagłębie Naftowe po stronie polskiej, przy jednoczesnym uznaniu ZURL przez Ententę i pozostawieniu po stronie ukraińskiej Tarnopola i Stanisławowa. Była to tzw. linia Barthélemy’ego (od nazwiska francuskiego generała – szefa misji mediacyjnej ze stycznia – lutego 1919), która biegła od Kamionki Strumiłowej przez Bóbrkę, Wybranówkę, Mikołajów i dalej linią kolejową Stryj-Lwów. Projekt zawieszenia broni i linii demarkacyjnej odrzuciła w końcu lutego 1919 strona ukraińska (ZURL), licząc na korzystne dla siebie rozstrzygnięcie militarne. Strona polska starała się skłonić przedstawicieli elit ukraińskich do zaakceptowania linii rozejmowej Sokal – Busk – Halicz – Kałusz – Karpaty (propozycja hrabiego Skarbka z lutego 1919 roku), którą kilka miesięcy później Piłsudski skorygował na korzyść Ukraińców do postaci Sokal-Busk-Kałusz-Karpaty. Oba warianty rozgraniczenia zakładały, że Lwów pozostanie przy Polsce. Wszelkie próby uzgodnienia linii demarkacyjnej z rządem zachodnioukraińskim kończyły się fiaskiem z powodu nieustępliwości strony ukraińskiej. Mocarstwa zachodnie miały szereg wątpliwości w kwestii przyznania Polsce Galicji Wschodniej ze Lwowem, nie były również zgodne co do zakresu koncesji na rzecz Polski. Wyrazem tych różnic był Raport nr 3 z 17 czerwca 1919 roku Komisji do Spraw Polskich Konferencji Pokojowej w Paryżu, na czele której stał Jules Cambon. Dokument wytyczał dwie linie rozgraniczenia wschodniej granicy Polski na obszarze wschodniogalicyjskim (tzw. linia A i B). Linia A, za którą optowali Brytyjczycy, biegła w przybliżeniu zgodnie z przebiegiem aktualnej granicy wschodniej od Kryłowa do Karpat, a zbieżna ze stanowiskiem francuskim linia B zostawiała po stronie polskiej Lwów i znaczną część naftowego zagłębia borysławskiego.
Po nieudanej ofensywie ukraińskiej, kontrofensywie polskiej i w konsekwencji po zajęciu w lipcu 1919 r. całego terytorium Galicji po Zbrucz przez wojska polskie, Ententa (Rada Najwyższa – a więc szefowie rządów) postanowiła decyzją z 21 listopada 1919 r. przekazać Polsce zarząd (mandat) nad całą Galicją na 25 lat (a następnie przeprowadzić plebiscyt w kwestii przynależności państwowej tego terytorium) przy jednoczesnym nadaniu przez Polskę autonomii terytorialnej ludności Galicji Wschodniej. Podstawą decyzji Ententy wynikającą z prawa międzynarodowego był traktat pokojowy, który Austria podpisała w Saint-Germain-en-Laye i w którym zrzekła się dotychczasowej suwerenności nad terytorium całej Galicji na rzecz mocarstw Ententy i pozostawiała im decyzję w sprawie dalszej przynależności państwowej tego terytorium.
Decyzja Ententy wywołała oburzenie w Polsce, Sejm przytłaczającą większością (oprócz PPS) przyjął uchwałę sprzeciwiającą się decyzji mocarstw – co jednak nie miało znaczenia prawnomiędzynarodowego. Jednocześnie rząd polski, wykorzystując zmianę sytuacji politycznej w Rosji (upadek ruchu białych – klęska wojsk Denikina) i na Ukrainie (Symon Petlura pobity przez białych i czerwonych Rosjan rozpoczął właśnie w Warszawie rokowania o sojusz z Polską), podjął energiczne, zakulisowe działania dyplomatyczne, które doprowadziły 22 grudnia 1919 r. do zawieszenia wykonania uchwały z 21 listopada, co w praktyce oznaczało powrót do negocjacji w tej kwestii.
Politycy Ententy nie znali realiów demograficznych, historycznych i politycznych Galicji Wschodniej i nie mieli sensownego projektu rozwiązania problemu. Skoro odrzucali możliwość istnienia państwa ukraińskiego, uważając to za problem wewnętrzny Rosji (nie uznali URL), to możliwe były dwa rozwiązania: albo Galicja Wschodnia w ramach Rosji (do czego prowadziła taka polityka) albo w Polsce, co było potwierdzeniem stanu utrwalonego od lata 1919 r.
W umowie sojuszniczej pomiędzy Polską a URL z 21 kwietnia 1920 roku granicę polsko-ukraińską ustalono na Zbruczu.

## Konferencja w Spai nierozstrzygnięta kwestia galicyjska
Podczas konferencji w Spa 10 lipca 1920 w obliczu przewidywanej klęski Polski w walce z bolszewikami Brytyjczycy wysunęli propozycję wycofania wojsk polskich na linię demarkacyjną Niemen-Bug (linia z „Deklaracji” z 8 grudnia 1919), a sprawę Galicji, Śląska Cieszyńskiego, Gdańska, Polska miała zostawić do rozstrzygnięcia mocarstwom Ententy. W Galicji Wschodniej linią demarkacyjną miała być linia frontu w momencie zawieszenia broni. Zatem w Spa nie wyznaczono linii demarkacyjnej w Galicji. Dyplomacja brytyjska podjęła jednak kroki, by i tam zgodnie z postanowieniami konferencji wyznaczyć konkretną linię demarkacyjną. Wytyczoną przez Brytyjczyków linię demarkacyjną, na którą cofnąć się miały wojska polskie, a sowieckie jej nie przekraczać ustanowiono (zgodnie z wcześniej wysuwanymi propozycjami Ententy) na Niemnie i Bugu (czyli linia z „Deklaracji” z grudnia 1919 roku), a w Galicji miała ona biec od Bugu wzdłuż linii Sokal-Busk-Kałusz i dalej do Karpat ze Lwowem po stronie polskiej. Przebieg linii demarkacyjnej miał zostać następnie przesłany w telegramie do sowieckiego komisarza spraw zagranicznych Gieorgija Cziczerina w dniu 11 lipca 1920. Jednakże już w trakcie trwania konferencji w Spa bolszewicy odrzucali wszelkie propozycje linii demarkacyjnych ustalanych przez mocarstwa Ententy, a następnie w dniu 17 lipca 1920 odrzucili już nie tylko propozycję linii demarkacyjnych, ale również samą możliwość pośredniczenia przez Ententę w kwestiach polsko-bolszewickich. Dowództwo bolszewickie liczyło na szybkie opanowanie Polski i wkroczenie sowieckich oddziałów na obszar Niemiec, gdzie miała wybuchnąć powszechna rewolucja. Następnym etapem miał być podbój całego kontynentu europejskiego przez połączone sowiecko-niemieckie oddziały rewolucyjne. Lenin skwitował próby mediacji Ententy słowami: „Za pomocą drobnego szachrajstwa chcą nam odebrać zwycięstwo”. Oficjalnie jednak sowiecka dyplomacja głosiła koncepcję dwustronnych rokowań polsko-bolszewickich bez udziału politycznych pośredników. W efekcie, mimo przyjęcia warunków Ententy przez Grabskiego, sprawę wyznaczonej linii demarkacyjnej w Galicji uznano za bezprzedmiotową i nieaktualną. Rezultatem było uzgodnienie przedstawicieli Ententy ze stroną polską, że za podstawę do przyszłych rokowań pokojowych polsko-bolszewickich (bądź polsko-ukraińskich w Galicji) tak czy inaczej będzie się uważać „linię frontu”. Jak więc widać premier Grabski na konferencji w Spa podpisał dokument w którym nie było mowy o konkretnej linii rozejmowej w Galicji.
W dniu 15 lipca 1920 rząd polski zgodził się „przyjąć decyzję Rady Najwyższej w sprawie granic litewskich, przyszłości Galicji wschodniej, sprawy Cieszyńskiej i przyszłego traktatu gdańsko-polskiego”.
W traktacie ryskim granicę między Polską a USRR na odcinku galicyjskim ustalono na Zbruczu, co wobec nieuznawania Rosji sowieckiej na forum międzynarodowym miało jedynie charakter dwustronny (wyrzeczenia się pretensji sowieckich do Galicji Wschodniej). Granica ta jednak ostatecznie została uznana przez Radę Ambasadorów Głównych Mocarstw Sprzymierzonych i Stowarzyszonych w Paryżu decyzją z dnia 15 marca 1923 roku w wykonaniu art. 87 Traktatu wersalskiego. USA z powodu odmowy ratyfikacji traktatu wersalskiego uczyniły to osobno uznając uchwałę Rady za zgodną z zasadą terytorialnej suwerenności Polski.

## Konferencja w Sèvres
Latem 1920 roku wydawało się, że los Polski jest już przesądzony i nie zdoła ona oprzeć się nawale bolszewickiej.
Mocarstwa Ententy miały do wyboru: albo traktować obszar wschodniogalicyjski jako sowiecką zdobycz, albo jako odrębne od Rosji Sowieckiej oraz Polski (jeśli ta w jakiejś postaci przetrwa) państwo. Wybrano drugą opcję uważając, że odrębne państwo wschodniogalicyjskie pozwoli wbić klin pomiędzy ludność ukraińską a bolszewików oraz przyczyni się do zatrzymania ekspansji sowieckiej. W sierpniu 1920 roku podczas konferencji w Sèvres pomiędzy mocarstwami Ententy a Czechosłowacją, Jugosławią i Rumunią przedstawiciele konferujących państw uznali Galicję Wschodnią za odrębne państwo ukraińskie. Ponownie stanęła kwestia granic tego państwa.
Zanim jednak przystąpiono do ich wyznaczania, zwycięstwo nad bolszewikami pod Warszawą unieważniło rozpatrywane w Sèvres projekty.

## Niezrealizowana ustawa o zasadach powszechnego samorządu wojewódzkiego z dnia 26 września 1922 roku
W dniu 26 września 1922 r. Sejm RP przyjął w intencji uzyskania korzystnego rozstrzygnięcia mocarstw nigdy nie uchyloną i nigdy niewprowadzoną w życie ustawę o „zasadach powszechnego samorządu wojewódzkiego, a w szczególności województwa lwowskiego, tarnopolskiego i stanisławowskiego” – w praktyce swych rozstrzygnięć ustalająca dla obszaru Galicji Wschodniej status analogiczny do województwa śląskiego (np. odrębna kuria polska i ukraińska każdego sejmiku wojewódzkiego o uprawnieniach analogicznych do Sejmu Śląskiego, powołanie w ciągu dwóch lat uniwersytetu ukraińskiego, język ukraiński jako równorzędny urzędowy w województwach, zakaz prowadzenia państwowej kolonizacji ziemskiej). 
15 marca 1923 r. Rada Ambasadorów ostatecznie uznała suwerenność Polski w Galicji Wschodniej, przy zastrzeżeniu wprowadzenia przez Polskę statusu autonomicznego dla tego terytorium, czego surogat stanowiła ustawa z września 1922, stwierdzająca już w samym tytule szczególny charakter terytorium Galicji Wschodniej w ramach państwa polskiego. USRR wniosła protest przeciwko zaniechaniu plebiscytu. Protest został odrzucony przez Polskę z powołaniem się na przepisy traktatu ryskiego i fakt, że terytorium Galicji wschodniej nie wchodziło nigdy w skład państwa rosyjskiego, czy też jego następców prawnych i w konsekwencji jakiekolwiek ich pretensje w tym zakresie są bezprzedmiotowe, zaś ani już istniejący ZSRR, ani wchodząca w jego skład USRR nie są stronami w sprawie.
Decyzja Rady Najwyższej była rozstrzygająca w płaszczyźnie prawnomiędzynarodowej. Następnego dnia po jej ogłoszeniu zaprzestał działalności w Wiedniu rząd ZURL na emigracji pod przewodnictwem Jewhena Petruszewycza, a jego członkowie w większości powrócili w granice Polski.

## Zmiana przebiegu linii demarkacyjnej w Galicji Wschodniej

Linia Curzona, 1945

Prawdopodobnie w nocy z 10 na 11 lipca 1920 roku jeden z pracowników brytyjskiego ministerstwa spraw zagranicznych (uważa się, że był to Lewis Bernstein-Namierowski, znany również jako lord Namier) zmienił linię, wytyczając ją na zachód od Lwowa i Drohobycza i w tej postaci została ona przetelegrafowana z Londynu sowieckiemu ministrowi G. Cziczerinowi. Motywy postępowania lorda Namiera, który jest uznawany przez niektórych historyków za autora takiej modyfikacji, nie są jasne. Były one zgodne z Lloyd George’a i Curzona poglądami. Dlatego też była to weryfikacja w pełni zamierzona, a nie przypadkowa lub wynikająca z błędu technicznego.
Roman Dmowski w swej pracy Polityka polska i odbudowanie państwa wspomina Namiera jako głównego wroga sprawy polskiej i sprawcę wrogiego stosunku premiera Davida Lloyd George’a do Polski.
Linia Curzona miała być tylko linią rozejmu między walczącymi ze sobą wojskami sowieckimi i polskimi, wbrew obiegowej opinii, nie był to projekt granicy polsko-radzieckiej. Na pozycje wyznaczone przez tę linię miały się cofnąć wojska polskie po podpisaniu rozejmu w wojnie z sowiecką Rosją.
Właściwa linia Curzona biegła od granicy litewskiej wzdłuż Niemna, dalej na zachód od Grodna, w sposób zbliżony do obecnej granicy polsko-białoruskiej (pozostawiała jednak po radzieckiej stronie Puszczę Białowieską, a po polskiej cały Kanał Augustowski i miejscowość Sopoćkinie), aż do Bugu w miejscowości Niemirów, a następnie wzdłuż Bugu do dawnej granicy zaborów: rosyjskiego i austriackiego w okolicach Kryłowa i tam się kończyła, nie precyzując podziału Galicji. Dalszy jej przebieg był przedmiotem rozbieżności. Linia znana potem jako linia Curzona „A” (linia Namiera przetelegrafowana Cziczerinowi z MSZ w Londynie) biegła nieco na wschód od Przemyśla, podobnie jak obecna granica polsko-ukraińska. Wersja określona wiele lat później jako linia Curzona „B” (właściwa linia Curzona + rozważane na konferencji w Spa rozgraniczenie w Galicji Wschodniej z zagłębiem naftowym dla Polski) pozostawiała zaś Lwów i Borysławsko-Drohobyckie Zagłębie Naftowe po stronie polskiej.
Po zakończeniu wojny polsko-sowieckiej granica państwowa została ostatecznie wyznaczona w traktacie ryskim z 18 marca 1921 i była przesunięta względem linii o ok. 200 km w kierunku wschodnim.

## Formuła „linii Curzona” w okresie II wojny światowej i walka o jej ostateczny kształt
Po zniszczeniu 6 armii niemieckiej pod Stalingradem w lutym 1943 Stalin skorzystał z okazji, aby powołać się wobec Brytyjczyków i Amerykanów na formułę „linii Curzona” przy roszczeniach do wytyczenia nowych granic ZSRR w Europie, ponieważ pokrywała się ona w pewnym stopniu (na linii Bugu) z granicą między ZSRR a III Rzeszą określoną w traktacie o granicach i przyjaźni między III Rzeszą a ZSRR z 28 września 1939 r. – a formuła „Linia Curzona” miała genezę brytyjską, wobec powyższego była neutralną wobec Amerykanów.
     Większość ukraińsko-rusińska
     Większość polska

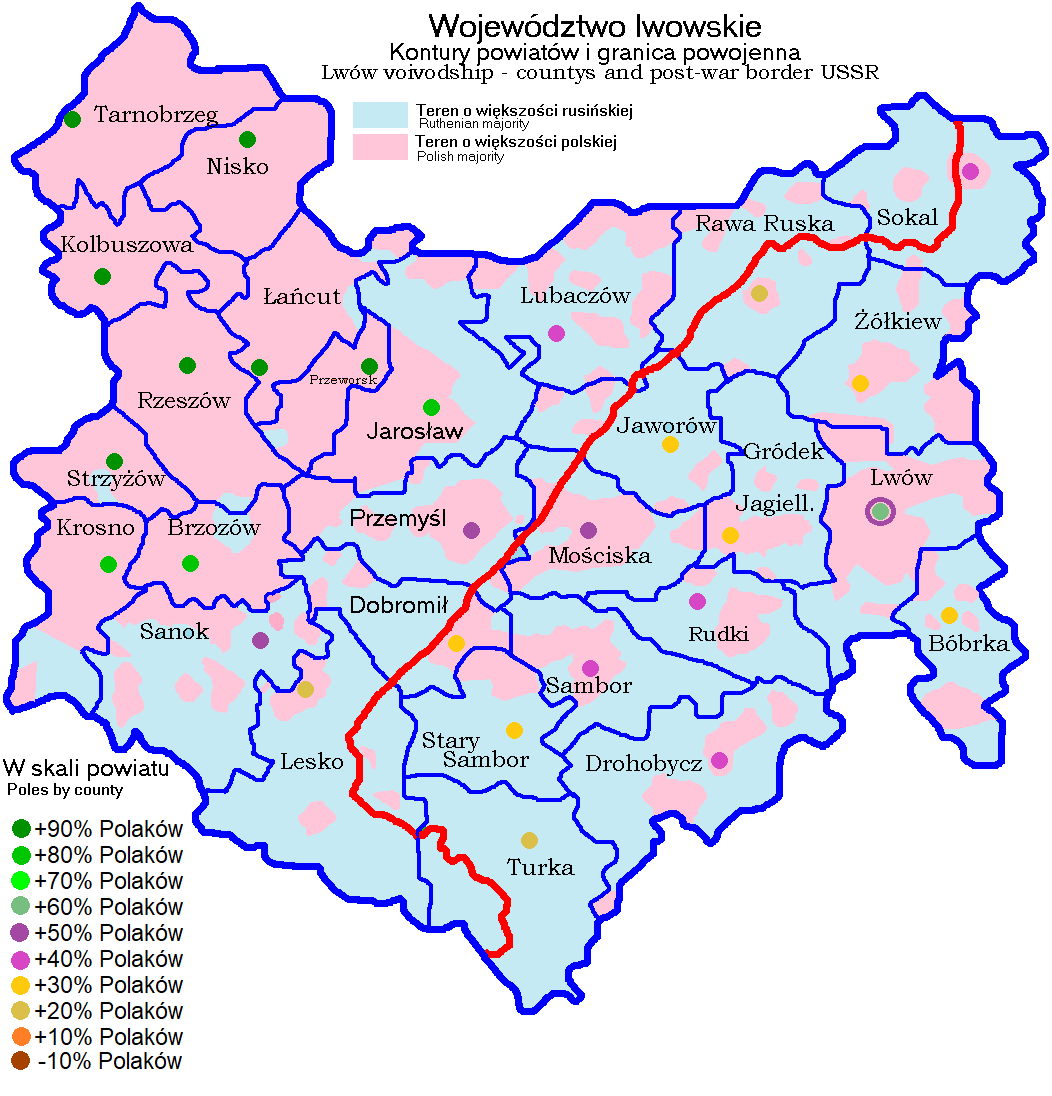
Stosunki etniczne w województwie lwowskim na tle granic powiatów.
Większość ukraińsko-rusińska
Większość polska

W marcu 1943, jeszcze przed zerwaniem stosunków dyplomatycznych w związku z wykryciem grobów katyńskich, Stalin zażądał od Rządu Rzeczypospolitej uznania linii Curzona (szczegółowo niesprecyzowanej) jako nowej granicy między ZSRR a Polską.
Tym samym Stalin żądał od rządu polskiego uznania skorygowanych warunków paktu Stalin – Hitler z 28 września 1939 r., wbrew ustaleniom układu Sikorski–Majski z 30 lipca 1941 r., uznających utratę ważności traktatów niemiecko-sowieckich dotyczących terytorialnych zmian w Polsce i ustanowienia granicy niemiecko-sowieckiej na terytorium Rzeczypospolitej Polskiej. Nadmienić należy, że rząd polski nie był uprawniony do dokonywania jakichkolwiek jednostronnych cesji terytorialnych, a kwestia kompensaty terytorialnej Polski kosztem Niemiec i jej rozmiaru do października 1944 r. (konferencja moskiewska z udziałem premiera Mikołajczyka) oficjalnie nie została przez sojuszników brytyjskich przedstawiona rządowi polskiemu.
Latem i jesienią 1943 r., jeszcze przed konferencją w Teheranie, władze USA i Wlk. Brytanii nie rozpatrywały przywrócenia przedwojennej granicy Polski na wschodzie, uznając, iż powinna ona przebiegać w zasadzie jak linia Curzona z zostawieniem Polsce Lwowa. Rząd premiera Mikołajczyka nie był o tym informowany.
W polskich władzach na uchodźstwie panowała znaczna rozbieżność zdań na temat powojennej granicy wschodniej Polski. Naczelny Wódz Polskich Sił Zbrojnych, generał Kazimierz Sosnkowski uważał, że Polska została już de facto włączona w obręb radzieckiej strefy wpływów, i obawiał się, że po wojnie będzie wcielona do ZSRR jako republika związkowa, toteż dowodził, iż nie ma już nic do stracenia i należy twardo obstawać przy nienaruszalności granicy ryskiej, gdyż z raz przyjętych ustępstw nie będzie się można już wycofać, a w razie ich przyjęcia ZSRR z czasem zażąda więcej. Odmienne, bardziej racjonalne stanowisko, reprezentował premier Stanisław Mikołajczyk. Starał się on bronić polskiego stanu posiadania na wschodzie, stojąc na gruncie nienaruszalności prawa międzynarodowego i konstytucji, która zabraniała rządowi zmiany granic bez zgody parlamentu, ale jednocześnie zdawał sobie sprawę z tego, że granica ryska jest nie do uratowania i że tylko jak najszybsze zawarcie kompromisu terytorialnego z ZSRR może uratować niepodległość Polski. W uchwale rządu RP na uchodźstwie 15 lutego 1944 r. odrzucono linię Curzona, ale dopuszczono dyskusję w sprawie granic Polski i zaproponowano ustanowienie tymczasowej linii demarkacyjnej na wschód od Wilna i Lwowa, rozdzielającej obszary, które po wyparciu Niemców znalazłyby się pod administracją polską oraz tereny oddane pod zarząd radziecki. Stwierdzono też, że skład rządu RP nie może być zależny od ingerencji z zewnątrz.
Mniej więcej do sierpniowej (1944 rok) wizyty premiera Stanisława Mikołajczyka w Moskwie Brytyjczycy mieli nadzieję wytargować od Stalina wariant „B” ze Lwowem dla Polski. Nie znaleźli jednak w swych naciskach na stronę sowiecką żadnego wsparcia Stanów Zjednoczonych, gdyż te nie zamierzały wywierać presji na Stalina w sprawach trzeciorzędnych dla interesów USA i uważały wówczas, że bardzo potrzebują pomocy sowieckiej w doprowadzeniu do końca wojny na Dalekim Wschodzie. Straty Amerykanów w wojnie dalekowschodniej sprawiły, że dla wciągnięcia ZSRR do wojny z Japonią administracja amerykańska postanowiła poświęcić los nie tylko Polski, ale także całej Europy Środkowo-Wschodniej. Ponadto sam Winston Churchill nie wydawał się jednoznacznie popierać koncepcji przyznania Polsce Lwowa. W rozmowach ze Stanisławem Mikołajczykiem w lutym 1944 r. stwierdził wprawdzie, że istnieje jakieś pole negocjacji w kwestii powojennej przynależności państwowej Lwowa i okolic, ale zaraz po tym dodał, że Gdańsk jest dla Polski o wiele bardziej wartościowym miastem.
Kreślenie kolejnych wersji linii Curzona miało miejsce na konferencji międzysojuszniczej w Teheranie. W trakcie jej trwania wyszło na jaw, że istnieją dwie linie Curzona, na co zwrócił uwagę szef brytyjskiej dyplomacji Anthony Eden. Sfałszowana linia Namiera została naniesiona na mapy alianckie jako linia Curzona „A”. Oryginalna linia demarkacyjna, rozpatrywana wiele lat wcześniej w Spa, została ujęta jako linia Curzona „B”. Strona brytyjska w swych memorandach (memoranda z 19 i 22 listopada 1943, memorandum Toynbee’ego z 12 lutego 1944 oraz memorandum Francisa Bourdillona z 25 lipca 1944) trzymała się wersji „B” linii Curzona jako właściwej podstawy do wyznaczenia granicy.
Śladem targów o polską granicę wschodnią i szczegółowych studiów aliancko-sowieckich jest opracowana podczas konferencji w Teheranie specjalna mapa. Zaznaczono na niej pięć wariantów proponowanej granicy wschodniej oznaczonych od „A” do „E”, przy czym wariant oznaczony jako „A” – granica z 1939 roku – został zgodnie i natychmiast przez całą wielką trójkę odrzucony. Wariant „B”, najkorzystniejszy dla Polski, przewidywał pozostawienie w jej granicach etnicznie polskiej Wileńszczyzny i Grodzieńszczyzny, a także całej wschodniej Galicji, jako ziemi nigdy nie należącej do Rosji. Wariant „C” pozostawiał Polsce Grodzieńszczyznę oraz całą wschodnią Galicję. Wariant „D” zostawiał jedynie Lwów, Drohobycz i Grodno przy Polsce. Wariant „E”, przebiegający wzdłuż linii Namiera, jako jedyny ze wszystkich odcinał od Polski Lwów, Wilno i Grodno.
Dyplomaci amerykańscy i brytyjscy dawali początkowo przedstawicielom Polski nadzieję w najlepszym razie na wariant „B”, a w najgorszym razie na wariant „D”. Stalin na tej mapie samodzielnie zakreskował czerwonym ołówkiem ziemie na zachód od wariantu „E”, do których ZSRR rościł sobie pretensje, tj. Białostocczyznę oraz ziemie: chełmską i przemyską; nie wyznaczył jednak swojej wersji wschodniej granicy. Ostatecznie zgodził się na wariant „E”, jednak równocześnie wyznaczył linię „F”, stanowiącą rozgraniczenie terytoriów w Prusach Wschodnich.
Przed rozpoczęciem obrad konferencji doszło do spotkania Roosevelta ze Stalinem, w czasie którego prezydent USA oświadczył, że przyjmuje linię Curzona jako podstawę wytyczenia wschodniej granicy Polski po wojnie, ale ze względu na zbliżające się wybory prezydenckie i liczenie na głosy polonii amerykańskiej nie może sygnować do tej pory żadnego oficjalnego porozumienia w tej kwestii. Churchill podczas konferencji początkowo obstawał za przynależnością Lwowa do Polski, ale gdy Stalin zdecydowanie odrzucił tę propozycję, stwierdził: „Nie mam zamiaru podnosić wielkiego lamentu z powodu Lwowa.”.

22 lutego 1944 Churchill wygłosił przemówienie w Izbie Gmin, dając wykładnię stanowiska brytyjskiego co do granic wschodnich Polski. Stwierdził m.in.: 

(…) my sami nigdy nie udzielaliśmy Polsce w imieniu Rządu Jego Królewskiej Mości gwarancji w odniesieniu do jakiejkolwiek szczególnej linii granicznej. Nie pochwalaliśmy zajęcia Wilna przez Polskę w 1920 r. Stanowisko brytyjskie w 1919 r. znalazło wyraz w tzw. linii Curzona, która usiłowała rozwiązać ten problem przynajmniej częściowo. (…) Mam głęboką sympatię dla Polaków, tej bohaterskiej rasy, której ducha narodowego wieki niepowodzeń nie są w stanie zdławić, ale mam również sympatię dla stanowiska rosyjskiego. Dwukrotnie za naszego życia Rosja była przedmiotem gwałtownej napaści ze strony Niemiec. W następstwie powtarzających się agresji niemieckich zginęły miliony Rosjan, a rozległe obszary rosyjskiej ziemi uległy zniszczeniu. Rosja ma prawo do zabezpieczenia się przeciwko przyszłym atakom z zachodu i my wraz z nią dołożymy starań, aby uzyskała to zabezpieczenie, nie tylko dzięki swojej zbrojnej potędze, ale w wyniku aprobaty i zgody Narodów Zjednoczonych. Wyzwolić Polskę mogą obecnie armie rosyjskie, które utraciły miliony ludzi, niszcząc niemiecką machinę wojenną. Nie wydaje mi się, aby rosyjski postulat zabezpieczenia zachodnich granic Rosji wykraczał poza to, co jest rozsądne lub słuszne.”.

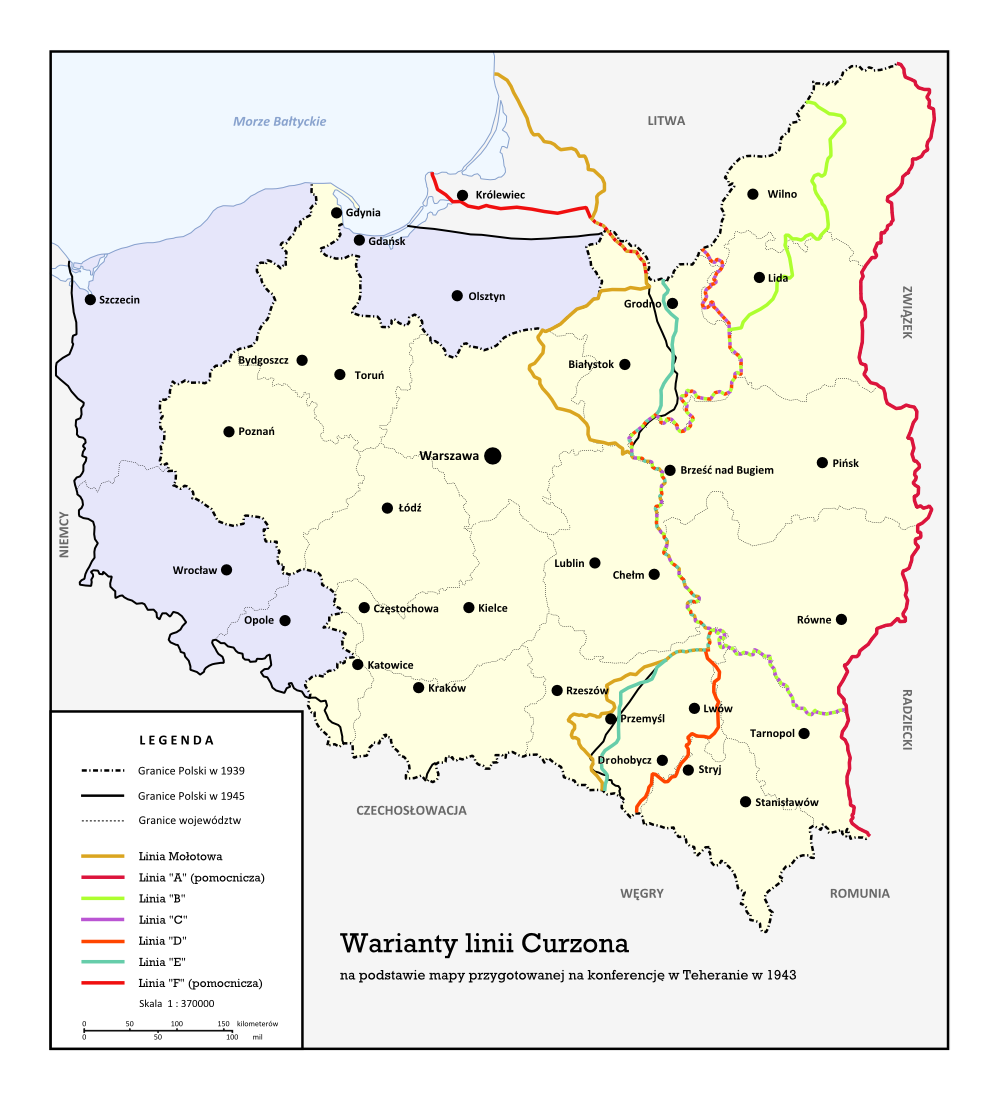
Warianty linii Curzona na podstawie mapy przygotowanej na konferencji w Teheranie w listopadzie-grudniu 1943

22 lipca 1944 r. powstał kierowany przez polskich komunistów Polski Komitet Wyzwolenia Narodowego. Pierwszą sprawą, jaką musiał zająć się PKWN, była kwestia granicy radziecko-polskiej. Rząd radziecki naciskał na podpisanie porozumienia w tej kwestii jeszcze przed porozumieniem odnoszącym się do zagadnienia polskiej administracji na terenach wyzwalanych. Komisja PKWN, która została wyłoniona do opracowania polskich propozycji w tej kwestii, stwierdzała, że „linia Curzona nie powinna ulec jakimkolwiek zmianom na niekorzyść Polski i rozgraniczenie Prus Wschodnich na część polską i sowiecką powinno uwzględnić większy dostęp do morza”. Sformułowano również postulaty dotyczące całej Puszczy Białowieskiej, całego Kanału Augustowskiego wraz z rejonem sopoćkińskim i przedmieściami Grodna położonymi po zachodniej stronie Niemna, węzła kolejowo-drogowego w Chyrowie, w którym łączyły się dwie polskie równoleżnikowe magistrale kolejowe o znaczeniu ogólnokrajowym, terenów po zachodniej stronie Bugu i północnej Sołokii, między Warężem a Sokalem (tzw. kolana Bugu), a także Borysławsko-Drohobyckiego Zagłębia Naftowego z Samborem, Stebnikiem i Truskawcem. Dla usatysfakcjonowania strony sowieckiej, PWKN postanowił zrezygnować z roszczeń do Lwowa, gdyż uznał ten postulat za całkowicie nierealny, a ponadto osłabiający pozycję polską w innych kwestiach, gdzie istniały teoretyczne szanse przeforsowania niewielkich korekt granicznych na korzyść Polski. Mimo to strona radziecka i tak zdecydowanie odrzuciła, grożąc zerwaniem rozmów, wszystkie propozycje PKWN, z wyjątkiem tych dotyczących kolana Bugu oraz 1/3 Puszczy Białowieskiej. 27 lipca w imieniu PKWN Edward Osóbka-Morawski podpisał w Moskwie Porozumienie między PKWN a rządem ZSRR o polsko-radzieckiej granicy (którego tekstu nie ogłoszono do 1967), ustalając ją wzdłuż tzw. Linii Curzona (z dwiema poprawkami na korzyść Polski – obszar na południe od miejscowości Kryłów i obszar Puszczy Białowieskiej) i zrzekając się tym samym terytorium Kresów Wschodnich. Porozumienie to stało się podstawą do zawarcia w dniu 9 września 1944 roku układu między PKWN i Ukraińską Socjalistyczną Republiką Radziecką o wymianie ludności między Polską i Ukrainą. Stanowiło też ono argument o zgodzie Polaków na „linię Curzona” jako wschodnią granicę Polski w dalszych negocjacjach z zachodnimi Aliantami, w tym na konferencji w Jałcie.
Z kolei w czasie swych negocjacji ze Stalinem w sierpniu 1944 roku premier rządu RP na uchodźstwie Mikołajczyk, chcąc wynegocjować dla Polski całą Galicję Wschodnią lub przynajmniej wariant „B” linii Curzona, ostro postawił sprawę przynależności Lwowa, argumentując, że miasto to nigdy nie było rosyjskie (z wyjątkiem krótkiego epizodu w postaci okupacji w latach 1914–1915). Stalin odparł, że rzeczywiście Lwów nigdy rosyjski nie był, ale za to Warszawa była. Następnie dodał, żeby Polacy przestali się wykłócać o uzgodnioną już w „Porozumieniu” z 27 lipca 1944 roku granicę, w czasie gdy waży się sprawa ich niepodległości. Insynuacje te wskazują, że jeszcze w sierpniu 1944 roku przywódca sowiecki poważnie brał pod rozwagę wcielenie Polski do ZSRR jako „siedemnastej republiki”. W październiku 1944 roku doszło do drugiej tury rozmów Mikołajczyka ze Stalinem w Moskwie. Brytyjczycy po raz ostatni chcieli wynegocjować wariant „B” linii od Rosjan. Ci jednak, legitymując się „Porozumieniem” z PKWN zawartym 27 lipca 1944 roku, nie ustąpili. Rozmowy zakończyły się fiaskiem. Zachodni alianci, dowiedziawszy się o treści „Porozumienia” z PKWN, zmienili orientację na uwzględniającą interesy ZSRR i wkrótce potem Churchill dowodził, że „ziemie niemieckie, które mają przypaść Polsce są uprzemysłowione, a zatem o wiele cenniejsze niż polskie bagna nad Prypecią, mające przejść w ręce Sowietów”. Churchill i Roosevelt ustąpili Stalinowi całkowicie w kwestii kształtu terytorialnego Polski.
Ostatnią słabą próbą ratowania przynajmniej Lwowa dla Polski było spóźnione wystąpienie prezydenta Roosevelta podczas konferencji jałtańskiej. Amerykanie poniewczasie w okresie od października/listopada 1944 roku, w obliczu kampanii prezydenckiej w USA łudzili się, że powiedzie się im uzyskać od Stalina wariant „B” linii Curzona oraz być może jakieś fragmenty Wileńszczyzny, odwołując się tylko do „wspaniałomyślności” dyktatora. Gest ten miał zjednać im głosy amerykańskiej Polonii w zbliżających się wyborach. Stalin jednak wybrnął z sytuacji, wysuwając kontrargument, że ustąpił w kwestii Białostocczyzny, zgadzając się na przekazanie jej części Polsce. W ten sposób Stalin mimowolnie zdradził swe intencje, że prawdziwą podstawą do wyznaczenia granicy między Polską a ZSRR była nie linia Curzona, a linia granicy demarkacyjnej między ZSRR a III Rzeszą z 28 września 1939 roku, która zostawiała Białystok po stronie sowieckiej. Kilka tygodni później – w grudniu 1944 roku – premier RP Tomasz Arciszewski (powołany po ustąpieniu Mikołajczyka) udzielił brytyjskiej prasie kontrowersyjnego wywiadu, w którym padły słowa: „(...) muszę stwierdzić, że Polska nie ma żadnych zamiarów ekspansywnych, nawet w stosunku do swego zachodniego sąsiada. Nie chcemy Wrocławia ani Szczecina!”. Taka postawa polskiego premiera i rządu na wychodźstwie wywołała powszechne oburzenie polskiej opinii publicznej zarówno w kraju, jak i na emigracji. Była jednak wynikiem rachub polskich kół rządowych, że minimalizm odnośnie do nabytków terytorialnych na zachodzie i północy (tylko Gdańsk, Śląsk Opolski i część Prus Wschodnich) pomoże uzyskać silniejsze wsparcie mocarstw demokratycznych względem uratowania przedwojennej granicy wschodniej Polski podczas konferencji jałtańskiej.
Śladem brytyjskich studiów etnograficznych nad wyznaczeniem linii granicznej pomiędzy Polską a ZSRR jest opracowana w 1943 roku mapa (nosząca datę 5 lutego 1943) z oszacowaną procentową zawartością ludności polskiej, ukraińskiej i białoruskiej na spornych terytoriach.
Ostatecznie powojenna granica wschodnia przyjęła postać – w wyniku ustaleń dokonanych na konferencjach międzysojuszniczych w Teheranie (1943) i Jałcie (1945) – w przybliżeniu linii Curzona „A”, którą właściwiej określać należałoby jako linię Curzona-Namiera, z niewielkimi odchyleniami na korzyść Polski (Białowieża i tzw. kolano Bugu i Sołokiji z Krystynopolem) lub ZSRR (okolice Grodna, w tym Suwalszczyzna Sopoćkińska, i Chyrowa). Zmiana granicy polsko-sowieckiej na przebiegającą wzdłuż tzw. linii Curzona (a ściślej – wariantu „A” linii Curzona) nastąpiła 16 sierpnia 1945 poprzez podpisanie umowy o przebiegu granicy pomiędzy rządem ZSRR a Tymczasowym Rządem Jedności Narodowej. Umowa ta stanowi prawnomiędzynarodową podstawę przebiegu obecnej wschodniej granicy Polski z państwami – sukcesorami ZSRR: Białorusią i Ukrainą.

## Przyczyny poparcia Stalina dla linii Curzona

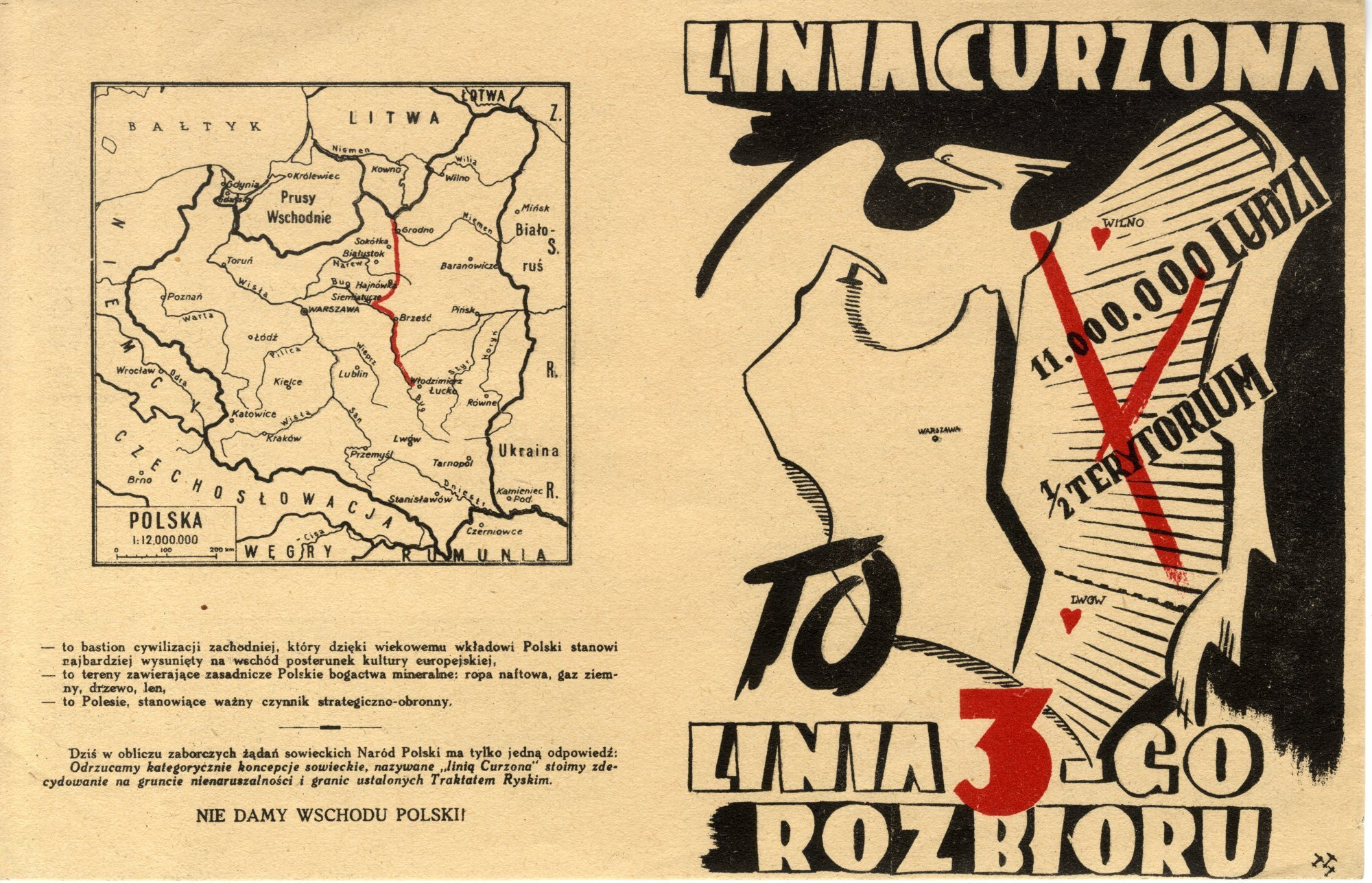
Ulotka antykomunistyczna z okresu II wojny światowej, przedstawiająca linię Curzona jako akt nowego rozbioru Polski

Pozostaje pytanie, dlaczego sowiecki dyktator z tak wielką konsekwencją dążył do ustanowienia linii granicznej ze Lwowem po stronie ZSRR. Dążenie Stalina do wcielenia tego miasta do państwa sowieckiego jest bardzo wyraźne, począwszy od 1943 roku. Wtedy to powołana do życia z moskiewskiej inspiracji komunistyczna PPR zorganizowała okręg lwowski, który jednak istniał krótko, gdyż Stalin nakazał wcielenie tej struktury do radzieckiego podziemia. Już wówczas uwidoczniły się sowieckie intencje co do przynależności Galicji Wschodniej. Z punktu widzenia ogromnego imperium sowieckiego różnice terytorialne pomiędzy linią „A” i „B” były bardzo niewielkie. Jeśli odrzucić aspekt psychologiczny zagadnienia (zemsta za klęskę dowodzonych przez Stalina armii oblegających Lwów w czasie wojny polsko-bolszewickiej w roku 1920), to pojawiają się dwa wytłumaczenia. Pierwsze – często przedstawiane przez rząd sowiecki – mówiło, że Lwów oddany Polsce mógłby stać się zarzewiem nowego konfliktu polsko-ukraińskiego. Lwów był etnicznie polskim miastem (tym bardziej po Holokauście), ale tereny bezpośrednio do niego przylegające, aż po rzekę San i rogatki Przemyśla, już niekoniecznie, na co zwracali uwagę również alianci zachodni. Sowiecki imperializm potrzebował uległej wobec centrali moskiewskiej Polski i jeszcze bardziej uległej, zsowietyzowanej Ukrainy. Wszelkie konflikty pomiędzy nimi byłyby niebezpieczne dla Kremla, gdyż mogłyby wymknąć się spod kontroli Biura Politycznego KPZR i wzmagać groźny także dla Rosji ukraiński nacjonalizm. Aby to niebezpieczeństwo zażegnać, odcięto Lwów od Polski, mimo że strona sowiecka zdawała sobie sprawę z polskiego charakteru miasta.
Drugie wytłumaczenie ma charakter kulturowo-cywilizacyjny. Lwów był bastionem cywilizacji zachodniej w Europie Wschodniej, promieniującym na znaczną część Ukrainy, a jego polska ludność nie nadawała się w żadnym stopniu do zsowietyzowania (o czym świadczyły m.in. kilkutysięczne obchody Wszystkich Świętych i Dnia Zadusznego w 1944 roku na Cmentarzu Łyczakowskim, które przerodziły się w wielką manifestację patriotyczną o jednoznacznie antysowieckim charakterze). Jako taki byłby dla ZSRR przeszkodą w zawładnięciu duszami i umysłami Ukraińców w celu wychowania ich według szablonu „człowieka radzieckiego”. Dlatego Stalin postanowił zniszczyć ten bastion cywilizacyjny, wysiedlając Polaków ze Lwowa w latach 1944–1946. Puste miasto, pozbawione silnie emocjonalnie związanej z nim ludności, kształtującej od wielu pokoleń jego tożsamość, nadawało się do zasiedlenia przez odmiennych mentalnie i cywilizacyjnie „ludzi radzieckich”.
Dbałość Stalina o interesy ukraińskie była jednak tylko pozorem, gdyż co prawda wcielił do Ukrainy wschodnią Galicję i Wołyń, ale równocześnie pozwolił na pozostawienie w Polsce tzw. Zakerzonia z takimi miastami jak Chełm i Przemyśl, do których Ukraińcy również rościli sobie pretensje. Oprócz tego zezwolił na wysiedlenie kilkuset tysięcy zamieszkujących wspomniany obszar Ukraińców do ZSRR oraz na Ziemie Zachodnie i Północne (akcja „Wisła”), równolegle zasiedlając opróżniony z polskich mieszkańców Lwów wcale nie Ukraińcami, a w znacznej mierze ściągniętymi z głębi Rosji rdzennymi Rosjanami. Trudno to nazwać obroną interesów ukraińskich. Stalin był w gruncie rzeczy jednakowo wrogi ukraińskiej niezależności, jak i polskiej suwerenności, odnosił się z jednakowym lekceważeniem do terytorialnych aspiracji obu narodów, zarówno polskiego, jak i ukraińskiego.
Odmienny pogląd na kwestię sowieckiego uporu zaprezentował znany polski geopolityk Władysław Studnicki. W wydanej po wojnie pracy pt. „Polska za linią Curzona” stwierdził, że oddanie Stalinowi Królewca oraz części Prus Wschodnich powoduje oskrzydlenie Polski od północy, a więc zmusza ją do przyjęcia pozycji satelity ZSRR. Z kolei wcielenie do państwa sowieckiego krajów bałtyckich umożliwia swobodną ekspansję sowiecką w basenie Morza Bałtyckiego, przez co zależność Polski od Kremla staje się jeszcze głębsza i niemożliwa do zrzucenia. Natomiast wcielenie do ZSRR Galicji Wschodniej oraz należącej do Czechosłowacji Rusi Zakarpackiej w analogiczny sposób oskrzydla Węgry oraz Austrię i w ten sposób umacnia sowiecką władzę w Budapeszcie oraz Wiedniu. Innymi słowy według Studnickiego Lwów w rękach sowieckich to rewolwer wymierzony w Budapeszt i Wiedeń, gwarancja utrzymania rosyjskich wpływów w tej części Europy.
Terytorialne skutki II wojny światowej były dla Polski i Polaków radykalnym zerwaniem z przeszłością. Ustanowienie wschodniej granicy Polski na linii Curzona zniszczyło ostatecznie resztki dziedzictwa Rzeczypospolitej Obojga Narodów. Dla wielu pokoleń Polaków takie miasta jak Wilno, Grodno czy Lwów były w takim samym stopniu polskie, jak Warszawa, Kraków czy Lublin. Kresy Wschodnie przez 600 lat były silnie związane pod względem politycznym, gospodarczym i kulturalnym z Polską; nawet w czasie zaborów społeczeństwo polskie powszechnie uznawało je za obszar bezspornie polski, naturalnie przynależący do mającej się odrodzić w nieokreślonej bliżej przyszłości przy sprzyjających okolicznościach geopolitycznych Rzeczypospolitej. Tereny, które Polska utraciła w wyniku II wojny światowej zaledwie w ok. 1/3 zamieszkiwali Polacy, ale stanowili oni kulturalną i intelektualną elitę tych ziem. Odebranie ich Polsce i wcielenie do republik radzieckich było równoznaczne ze zniszczeniem kresowej kultury i historii, która była przekazywana z pokolenia na pokolenie. Stało się to pomimo walki od pierwszego do ostatniego dnia wojny i formalnej przynależności do zwycięskiej koalicji antyhitlerowskiej. Nie można jednak pomijać faktu, że Polska w zamian za utracone 179 tys. km² przedwojennego terytorium na wschodzie uzyskała bardzo istotną rekompensatę terytorialną na zachodzie o powierzchni 102,8 tys. km². Granica wschodnia Polski przesunęła się daleko na zachód z rozgraniczenia ustalonego w traktacie ryskim na linię Curzona, ale jednocześnie granica zachodnia przesunęła się z granicy ustalonej w traktacie wersalskim na linię Odry i Nysy Łużyckiej.
Obecnie, z perspektywy kilkudziesięciu lat, można inaczej – bardziej kompleksowo i obiektywnie, z uwzględnieniem bilansu zysków i strat – spojrzeć na kwestię granic wschodnich Polski i sposób jej rozwiązania po II wojnie światowej.
Według Michała Pietrzaka utrata ziem położonych na wschód od linii Curzona była ceną, jaką przyszło Polsce zapłacić za błędną politykę wobec mniejszości narodowych w okresie dwudziestolecia międzywojennego. Dążąc do asymilacji narodowej ludności ukraińskiej i białoruskiej przy jednoczesnym braku zaoferowania jakichkolwiek korzyści społeczno-ekonomicznych z tego tytułu zmarnowano szansę pozyskania dla polskiej państwowości przynajmniej niewielkiej części Ukraińców i Białorusinów w zamian za pewne ustępstwa wobec tych mniejszości. W efekcie po przegranej wojnie obronnej Polski we wrześniu 1939 r. nie było wśród Ukraińców i Białorusinów żadnego ugrupowania politycznego opowiadającego się za Polską, względnie za przynależnością spornych terytoriów do Polski. Podobnego zdania jest Wojciech Śleszyński:

„Choć Rzeczpospolita przegrała Kresy w wyniku II wojny światowej i zachodzących w tej części Europy zmian geopolitycznych, to nie bez znaczenia pozostawały także efekty błędnie prowadzonej polityki wewnętrznej. Większość Polaków ziemie kresowe uznawała za „odwiecznie polskie”, a obecność „innych” mogła być tam co najwyżej tolerowana. Państwo podjęło zbyt mało działań mających na celu pozyskanie mniejszości narodowych. Pod koniec lat trzydziestych władze zdawały już sobie sprawę, że obok działań represyjnych, muszą nastąpić także zmiany w sferze społeczno-ekonomicznej. Mimo to nie zdecydowały się na rozbicie tradycyjnych struktur, a społecznościom wiejskim nie zaproponowały praktycznie żadnej drogi awansu społecznego. Wynikało to zarówno z niekonsekwentnej polityki, jak i braku środków finansowych na zaspokojenie aspiracji lokalnej ludności. Trudno się zatem dziwić, że we wrześniu 1939 r. miejscowe społeczności bez żalu, a w najlepszym przypadku z obojętnością, żegnały się z II Rzecząpospolitą, która nigdy nie stała się do końca ich państwem. Jedyną grupą narodowościową na Kresach, rzeczywiście silnie związaną z państwem polskim pozostawali sami Polacy. W nowej rzeczywistości politycznej, w okresie okupacji sowieckiej, to właśnie im przyszło zapłacić za to przywiązanie najwyższą cenę”.

Zrealizowana ostatecznie przez Stalina koncepcja granic Polski nie była niczym oryginalnym, gdyż powstała ona znacznie wcześniej – w początkowej fazie I wojny światowej. W latach 1914–1915 rosyjski minister spraw zagranicznych Siergiej Sazonow (1860-1927) przedstawił plan utworzenia autonomicznego państwa polskiego złożonego z Kraju Nadwiślańskiego poszerzonego o tereny pruskie na wschód od Odry i Nysy Łużyckiej (tzw. plan Sazonowa). W skład tego projektowanego państwa miała też wejść zachodnia Galicja. Do Rosji natomiast miała zostać wcielona ziemia chełmska i Podlasie, które już w roku 1912 jako tzw. gubernia chełmska zostały odłączone od Kraju Nadwiślańskiego i jako ziemie „rdzennie ruskie” włączone bezpośrednio do imperium Romanowów. W tym samym okresie podczas rosyjskiej okupacji Lwowa w latach 1914–1915 car Mikołaj II, wizytując miasto, jednoznacznie opowiedział się za wcieleniem go do Imperium Rosyjskiego, kwestionując samo pojęcie Galicji i Lodomerii oraz podkreślając „rdzennie rosyjski” i „staroruski” charakter tamtych terytoriów. Klęska Rosji w wojnie uniemożliwiła realizację planów zmian terytorialnych proponowanych przez rząd rosyjski. Różnice pomiędzy zamierzeniami Imperium Rosyjskiego z lat 1914–1915 a koncepcjami Stalina polegały głównie na odmiennym potraktowaniu polskiej ludności. Sazonow po poszerzeniu obszaru dawnego Królestwa Kongresowego o ziemie po Odrę i Nysę Łużycką zamierzał utrzymać na anektowanych terenach dominację ludności niemieckiej, której ludność polska miała zostać podporządkowana. Równocześnie rząd carski nie zamierzał wysiedlać Polaków ze Lwowa i reszty ziem wschodnich. Plan Stalina zakładał przesiedlenia zarówno ludności niemieckiej z ziem pruskich, jak i polskiej z ziem wschodnich. Pomimo tych różnic można jednak przyjąć, że Rosja Sowiecka zrealizowała koncepcje imperialne Rosji carskiej, których tej ostatniej nie udało się urzeczywistnić w początkach XX stulecia, a które Stalin uznał za trafne i korzystne dla rosyjskiej imperialnej racji stanu.
Dzięki linii Curzona udało się uratować dla Polski tereny, do których Rosja już od czasów carskich rościła sobie pretensje: ziemię sanocką, większość ziemi przemyskiej i chełmskiej, Podlasie, fragment Suwalszczyzny, część dawnej ziemi bełskiej, Łemkowszczyznę, a także zachodnie skrawki Polesia. Należy to zawdzięczać pewnej (aczkolwiek z punktu widzenia ówczesnej polskiej racji stanu zupełnie niewystarczającej) twardości postawy aliantów zachodnich wobec żądań Stalina. Rządy alianckie były w sprawie polskich granic wschodnich naciskane mocno przez Rząd Rzeczypospolitej Polskiej na uchodźstwie, który starał się bronić w niezwykle trudnej dla kraju sytuacji interesów polskich, apelował w sprawie polskiej do opinii świata, amerykańskiej polonii oraz Kościoła katolickiego. Rządy anglosaskie musiały się w pewnym stopniu liczyć ze światową opinią publiczną. W lutym 1944 roku, a więc po konferencji w Teheranie, Rosjanie wysunęli pretensję do Chełmszczyzny. Ukraińscy komuniści z I sekretarzem KP(b)U Nikitą Chruszczowem na czele apelowali do Stalina o przyłączenie Przemyśla, Sanoka, Hrubieszowa, Zamościa, Chełma, Włodawy, Jarosławia, a nawet Krynicy do Ukrainy, jako „odwiecznej ziemi ruskiej”. Dla radzieckiego dyktatora był to prawdopodobnie środek taktycznego nacisku na Anglosasów i premiera Mikołajczyka, natomiast Ukraińcy traktowali swe pretensje jak najbardziej poważnie. Według niektórych historyków rezygnacja Stalina z Białegostoku, Przemyśla i Chełma nastąpiła w zamian za zezwolenie Churchilla i Roosevelta na przejęcie przez ZSRR północnych Prus Wschodnich z Królewcem (początkowo zakładano, że całe Prusy Wschodnie wraz z Królewcem, ale bez okręgu Kłajpedy, zostaną przekazane Polsce). Jednak strona sowiecka jeszcze w 1956 roku, w okresie załamania się stalinizmu w PRL, groziła stronie polskiej „korekturą” granicy polegającą na wcieleniu tych terenów do ZSRR. Nikita Chruszczow groził wtedy władzom PRL „w razie próby opuszczenia przez Polskę obozu państw socjalistycznych” aneksją Przemyśla, Chełma, Zamościa oraz Białegostoku. Podobne roszczenia terytorialne wysuwał Chruszczow już w roku 1946.